# Sociedad Financiera Industrial
Sociedad Financiera Industrial (Sofindus) fue un conglomerado de empresas de la Alemania nazi que existió en España durante la Guerra Civil y la Segunda Guerra Mundial. Establecida en el verano de 1936 por el jefe del espionaje nazi Wilhem Canaris, llegó a concentrar a un gran número de empresas filiales. A través de Sofindus la Alemania nazi logró asegurarse una importante influencia económica en la España franquista. Continuó con sus operaciones hasta su desaparición en 1945.

## Historia
En noviembre de 1938 el empresario nazi Johannes Bernhardt —afincado en el Marruecos español desde 1929— organizó en Lisboa la «Sociedad Financiera Industrial» (SOFINDUS), con un capital valorado en dos millones y medio de pesetas de la época. Bernhardt ya había fundado en julio de 1936 la Sociedad Hispano-Marroquí de Transportes (HISMA), una empresa fantasma encargada de servir como tapadera al tráfico de armas destinado el bando sublevado.
Sofindus, que tuvo su sede central en el número 1 de la avenida del Generalísimo de Madrid, contaba en 1939 con delegaciones en ocho ciudades españolas y con una plantilla de 260 empleados —la mitad de ellos españoles—. Para entonces tenía catorce filiales a cargo de diversas actividades —transportes, minería, maquinaria, cueros, vino y frutas—. La mayor parte del capital era alemán, aunque los alemanes se sirvieron de una red de testaferros españoles para cumplir con la legislación española de la época que establecía un límite del 25% para capitales extranjeros. Si bien este conglomerado empresarial estuvo controlado parcialmente por la administración franquista, Sofindus se encontraba subordinada a la dirección de ROWAK y recibía todos sus fondos económicos de Alemania.
Durante la Segunda Guerra Mundial el conglomerado de Sofindus tuvo una intensa actividad en lo referente al comercio hispano-alemán, aunque también desarrollaron otro tipo de actividades. En agosto de 1941 crearon la compañía Transcomar —acrónimo de Compañía Marítima de Transportes—, que mediante mercantes con bandera neutral española lograría transportar 125 000 toneladas a las fuerzas del Eje en el Norte de África, entre 1941 y 1942. En marzo de 1943 fundó otra filial, la compañía Somar, encargada de la adquisición de Fluorita y Wolframio, minerales de gran valor estratégico para la industria bélica nazi. Más adelante, en 1944, Sofindus participó en el contrabando de suministros a las guarniciones alemanas que habían quedado aisladas en la costa atlántica francesa tras el desembarco de Normandía.
La actividad de Sofindus no solo supuso una gran preocupación para los Aliados, sino que también provocó las protestas de algunas compañías alemanas en España por su posición monopolística. Cesó sus actividades con el final de la Segunda Guerra Mundial. En octubre de 1945 las autoridades franquistas acordaron con las autoridades británicas, francesas y estadounidenses que el patrimonio y los activos de Sofindus fueran puestos bajo control de las potencias aliadas.